# NT:s kulturpris
NT:s kulturpris, eller Broocmanpriset är ett kulturpris som delas ut av Norrköpings Tidningar. Pristagarna nomineras och utses av tidningens läsare och de ska ha en tydlig koppling till Östergötland. Namnet på priset syftar på Reinerus Broocman och har delats ut sedan 1958. Bland pristagarna finns namn som Magnus Krepper och Plura Jonsson. Priset kan även ges till föreningar, institutioner och företag. Det har bl.a. tilldelats Norrköpings stadsbibliotek.

## Pristagare
- 1958: Herbert Blomstedt, musik
- 1961: Barbara W Öberg, teater
- 1962: Kurt von Schmalensee, arkitektur
- 1963: Nils Isberg, konsthantverk
- 1964: Leoo Verde, konst
- 1965: Ebbe Linde, författare
- 1966: Margareth Weivers, teater
- 1967: Georg Raymond, musik
- 1968: Walter Lund, pedagogik
- 1969: Ragnar Thell, teater
- 1970: Erik Larsson, hembygdskultur
- 1971: Bianca Bianchini, biblioteksverksamhet
- 1972: Fritz Grahn, konst
- 1973: Otto Chambert, kulturhistoria och musealt arbete
- 1974: Sture Axelsson, litteratur och lyrik
- 1975: Kerstin Nilsson, teater och John Zacharias, teater
- 1976: Björn Helmfrid, kulturhistoria och allmän historia och Sven Lutteman, kulturhistoria och allmän historia
- 1977: Stellan Jonsson, musik
- 1978: Ole Söderström, litteratur
- 1979: Bertil Karlsson, hembygdsvård
- 1980: Bo Beskow, litteratur och Östen Pettersson, hembygdsforskning
- 1981: Hans Zimmergren, musik
- 1982: Mona Lundgren, teater
- 1983: Gerda Antti, litteratur
- 1984: Stig Hellerström, stadsträdgårdsmästare och jubileumsgeneral
- 1985: Bengt-Göran Sköld, musik
- 1986: Georg Malvius, teater
- 1987: Olle Persson, sångare
- 1988: Bertil Wahlin, naturvårdare
- 1989: Franz Welser-Möst, dirgent
- 1990: Petra Norman, dansare
- 1991: Olle Johansson, skådespelare
- 1992: Arne Malmberg, redaktör
- 1993: Yüksel Gülen-Adolfsson, hemspråkslärare
- 1994: Lars-Åke Franke-Blom, tonsättare
- 1995: Liisa Chaudhuri, konstnär
- 1996: Sven Trolldal, radioproducent
- 1997: Yvonne Lundeqvist, skådespelare
- 1998: Mats Persson, operasångare
- 1999: Maria Börjesson, guldsmed
- 2000: Bengt Gårsjö, musikpedagog
- 2001: Zvonimir Popovic, författare
- 2002: Birger Persson, hembygdskännare
- 2003: Per Björnlert, spelman
- 2004: Eva Carlsson, skådespelare och Jörgen Mulligan, skådespelare
- 2005: Kerstin Eneström, textilkonstnär
- 2006: Inger Dahlman, kulturredaktör och Magnus Höjer, journalist
- 2007: Magnus Krepper, skådespelare
- 2008: Per ”Plura” Jonsson, musiker, Ulf Ekervik, konstnär, Karin Klöör, konstnär och Nisse Sandström, musiker
- 2009: Musikföreningen Crescendo och Ulf Lundkvist, konstnär
- 2010: Kerstin Holmer, konstpedagog och Kaj Kindvall, musikjournalist
- 2011: Stig Jacobsson, redaktör och Johan Karlsson, biografchef
- 2012: Agneta Skarp, scenograf och Pontus Helander/Carina Perenkranz, teaterdirektörer och skådespelare
- 2013: Skivbutiken Vaxkupan och Norrköpings stadsbibliotek
- 2014: Stefan Arvidsson, festivalarrangör och Lili Stenmark, gallerist
- 2015: Eva Lundgren Stenbom, kulturproducent och Peter Johansson, artist
- 2016: Sonja Stenhammar, sångerska
- 2017: Tjåsa Gusfors, skulptör
- 2018: Crazy Pictures, filmkollektiv
- 2019: Jenny Jägerfeld, författare
- 2020: Johan Dalene, violinist
- 2021: Ståhl Collection, konsthall
- 2022: Therese Bohman, författare
- 2023: Bruno Mitsogiannis, artist
- 2024: Emelie Schepp, författare [1]